# Tenzing Paljor
 Tenzing Paljor (né vers 1919 à Lhassa au Tibet et mort en 1975 à Dharamsala en Inde), est un moine et médium tibétain de l'oracle de Gadhong.

## Biographie
Tenzing Paljor eut une première femme qui mourut après avoir donné naissance à un fils et une fille. Il eut une seconde femme avec laquelle il eut quatre autres fils et trois autres filles.
En février-mars 1936, Tenzing Paljor, alors kuten de Gadong, à qui on demande qui est le kuten de Nechung déclare qu'il est originaire du village de Denbag, remettant une khata à Lobsang Namgyal qui connut sa première transe et se réfugia dans une partie du temple abritant le stupa funéraire du 9e dalaï-lama. À nouveau en transe, l'oracle de Gadong prit Réting Rinpoché et Lobsang Namgyal par la main, et les réunit avant de s'évanouir, tout comme Lobsang Namgyal, laissant entendre que Nechung revenait pour aider à la recherche de la réincarnation du 13e dalaï-lama. Cette même année, Réting Rinpoché et Lobsang Namgyal se rendirent au monastère de Samyé y faire des offrandes. 
Tenzing Paljor prédit qu'un enfant des parents du 14e dalaï-lama mort à l'âge de 2 ans, probablement de la variole, renaîtrait dans la même famille. Ngari Rinpoché né un an plus tard en 1946 est considéré comme sa réincarnation. 
Heinrich Harrer rapporte qu'alors qu'une sécheresse sévit à Lhassa durant l'été 1946, le médium de l'oracle de Gadong, célèbre « faiseur de temps », entre en transe au Norbulingka en présence du dalaï-lama. Il grimace, marmonne puis pousse des cris, ses dires sont notés par un assistant. Abandonné par la divinité, il s'évanouit. Il a promis la pluie qui se produit une heure plus tard, à l'étonnement de Harrer. 
Lors d'une sécheresse à Lhassa, en 1947, Amaury de Riencourt est autorisé a assister à un rituel au cours duquel le médium de l'oracle de Gadong entre en transe, suivie d'une pluie abondante.  
Le 17 novembre 1950, alors que la 14e dalaï-lama à 15 ans, et après la fin de la résistance armée de l'État tibétain, le dalaï-lama est intronisé chef spirituel et temporel du Tibet suivant les conseils de Tenzing Paljor,  l'oracle de Gadong
Après le soulèvement tibétain de 1959, et la prise de contrôle par la Chine, Tenzing Paljor, accompagné de sa famille, s'est exilé en Inde. Tenzing Paljor est âgé de 40 ans lors de l'exode tibétain de 1959.
Le 6 avril 1959, à Tawang, il est reçu en audience par le dalaï-lama lors de sa fuite en Inde.
En novembre 1968, Thomas Merton le rencontre à Dharamsala et le décrit comme un lama âgé, ancien membre du cabinet tibétain, portant une grande barbe brune, et ayant fait partie de la délégation ayant identifiée le jeune dalaï-lama.
En 1970, il rencontre Thubten Ngodup, le futur kuten de l'oracle de Nechung, qui entre au monastère de Gadong reconstitué à Dharamsala. 
Tenzing Paljor est mort en 1975. Son fils, Tenzin Wangdak, lui succéda en tant que kuten de Gadong.